# Szubienica (szczyt)
Szubienica (687 m) – wzgórze na północno-wschodnim obrzeżu Pasma Leluchowskiego, które w polskiej regionalizacji fizycznogeograficznej według Jerzego Kondrackiego jako Góry Leluchowskie zaliczone zostało do Beskidu Sądeckiego, w nowszej regionalizacji z 2018 r. wraz z Górami Lubowelskimi do Pogórza Popradzkiego. Północne i zachodnie stoki Szubienicy opadają do doliny Muszynki, południowe do doliny Zimnego Potoku. Spływają z nich do Muszynki dwa potoki bez nazwy. W dolnej części północnych stoków znajduje się źródło wody mineralnej „Tyliczanka”. Wzgórze jest bezleśne, znajdują się na nim pola uprawne i łąki miejscowości Tylicz w województwie małopolskim, w powiecie nowosądeckim, w gminie Krynica-Zdrój.
W przeszłości na szczycie wieszano przestępców – od tego pochodzi jego nazwa.
Na północnym stoku wzgórza od 2013 roku funkcjonuje Centrum Narciarskie Master-Ski w Tyliczu.